# Jimmy Page
James Patrick "Jimmy" Page, OBE (født 9. januar 1944), er en britisk musiker, sangskriver, multi-instrumentalist, og musikproducer, der anses for at være en af de mest indflydelsesrige guitarister inden for rock. Han var grundlæggeren af blues rock-gruppen Led Zeppelin og før det medlem af The Yardbirds fra 1966 til 1968.
Page er født i den vestlige forstad til London, Heston, som søn af en lægesekretær og en fabriksformand. Page begyndte at spille guitar i 12-års alderen med rockabilly guitarister såsom Scotty Moore og James Burton som idoler. Han var også en stor fan af Elvis Presley, og Presley-nummeret Let's Play House var et af de første numre, han lærte at spille på sin første elektrisk guitar|elektriske guitar. Page var dog også inspireret af akustiske folk-guitarister, især Bert Jansch og John Renbourn og også blues-musikere som B.B. King og Elmore James. Da han var 14 år gammel, var Page med på ITVs Search For Stars program.
Da han var færdig i skolen, ville Page være laboratorieassistent, men han kom hurtigt til at spille guitar for Royston Ellis, før han blev medlem af sin første gruppe, Red E Lewis and the Red Caps. Page blev så hurtigt hyret af Neil Christian til gruppen The Crusaders, hvor Page var med på turné, og spillede guitar på singlen The Road To Love fra 1962. Da hans penge langsomt forsvandt, besluttede Page sig for at studere kunst på Sutton Art College. Det var, mens han studerede, at han ofte spillede sammen med grupper som Cyril Davis All Stars, Alexis Korners Blues Incorporated, og guitarister som Jeff Beck og Eric Clapton. En aften blev han set af John Gibb fra gruppen The Silhouettes, som Page indspillede singlerne The Worrying Kind og Bald-Headed Woman med. Et tilbud fra Mike Leander af Decca Records gav Page hans første faste job i musik-verdenen. Det første nummer, han indspillede under denne kontrakt, var Diamonds af Jet Harris og Tony Meehan, som hurtigt blev nummer ét på hitlisten i 1963.
Efter en kort tid med Mickey Finn og Carter Lewis and The Southerners begyndte Page på fuldtidsarbejde som studiemusiker. I 1963 spillede han blandt andet med på Twist and Shout af Brian Poole & The Tremeloes, Just Like Eddie af Heinz, Heart of Stone af The Rolling Stones, As Tears Go By af Marianne Faithful, Tobacco Road af The Nashville Teens, The Crying Game af Dave Berry og Shout af Lulu. Desuden indspillede han Baby Please Don't Go af Them, I Can't Explain af The Who samt rytmeguitar på flere af The Kinks's tidlige numre. Man mener, at Jimmy Page havde indspillet dele til 60% af al rockmusik indspillet i England mellem 1963 og 1966.
Den 20. marts 1965 blev Page tilbudt pladsen som guitarist i The Yardbirds efter Eric Clapton. Page takkede dog nej, og foreslog i stedet Jeff Beck. Den 16. maj 1966 blev Beck's Bolero indspillet af trommeslageren Keith Moon, bassisten John Paul Jones, keyboard-spilleren Nicky Hopkins, Jeff Beck og Jimmy Page. Dette gav Page idéen til at samle en gruppe med John Entwistle som bassist (snarere end Jones). Dette projekt blev dog ikke til noget, da man manglede en forsanger. Få uger efter fik Page igen tilbuddet om at være med i The Yardbirds, denne gang som bassist. Han skiftede dog hurtigt til guitar, som gav The Yardbirds to lead guitarister. Interne slagsmål gjorde dog, at gruppen faldt mere eller mindre fra hinanden, men Page dannede hurtigt The New Yardbirds, da han havde nogle koncert-forpligtelser i Danmark. Efter blot nogle få koncerter, ændrede gruppen navn til Led Zeppelin.
Pages tidligere erfaring både i studiet og med The Yardbirds var en væsentlig del af Led Zeppelins succes i 1970'erne. Som sangskriver, guitarist og producer for Led Zeppelin var han med til at definere rock-lyden af en generation. Page er kendt for hans Gibson Les Paul guitar, og Marshall forstærker, dog han ofte brugte Fender Telecaster-guitarer i studiet, såvel som Supro-forstærkere.